# Festival de Naples 1958
Le sixième festival de la chanson napolitaine s'est tenu à Naples du 12 au 14 juin 1958.

## Charts, chansons et chanteurs
| Position | Chanson                                  | Auteurs                                                           | Artiste                                                                              | Votes |
| -------- | ---------------------------------------- | ----------------------------------------------------------------- | ------------------------------------------------------------------------------------ | ----- |
| 1re      | Vurria                                   | (A. Pugliese et F. Rendine)                                       | Aurelio Fierro - Nunzio Gallo                                                        | 105   |
| 2e       | Tuppe-tuppe, Mariscia' Giulietta e Romeo | (E.De Mura, M. Gigante et D. Aracri) (U. Martucci et S. Mazzocco) | Maria Paris - Nicla Di Bruno Aurelio Fierro - Giacomo Rondinella avec Nicla Di Bruno | 55    |
| 3e       | Suonno a Marechiaro                      | (Renato Fiore et Antonio Vian)                                    | Sergio Bruni - Mario Abbate                                                          | 49    |
| 4e       | Basta ammore pe campa'                   | (C. Forte et Glejeses)                                            | Giacomo Rondinella - Nick Pagano                                                     | 45    |
| 5e       | Rosi', tu sei l'amor!                    | (E. De Mura et F. Albano)                                         | Nino Taranto - Grazia Gresi                                                          | 38    |
| 6e       | Torna a Vuca'                            | (Roberto Murolo)                                                  | Nunzio Gallo - Claudio Terni                                                         | 37    |
| 7e       | 'O cantastorie                           | (Tito Manlio et Fanciulli)                                        | Sergio Bruni - Gloria Christian                                                      | 33    |
| 8e       | Serenata arraggiata                      | (R. Mallozzi et F. Colosimo)                                      | Giacomo Rondinella - Antonio Basurto                                                 | 23    |
| 9e       | Chiove a Zeffunno                        | (Enzo Bonagura)                                                   | Sergio Bruni - Claudio Terni                                                         | 17    |

### Non-finalistes
| Chanson                  | Auteurs                                  | Artiste                                                        |
| ------------------------ | ---------------------------------------- | -------------------------------------------------------------- |
| Nun fa chiù 'a francese  | (Vincenzo De Crescenzo et Furio Rendine) | Aurelio Fierro - Grazia Gresi                                  |
| Voglio a tte...          | (Michele Galdieri et Alberto Barberis)   | Marisa Del Frate - Cristina Jorio                              |
| Masto Andrea             | (A. Duyrat et E. Cataldo)                | Maria Paris - Nicla Di Bruno                                   |
| Mandulino d' 'o Texas    | (Alberico Gentile et Edilio Capotosti)   | Gloria Christian - Nicla Di Bruno                              |
| Maistrale                | (Vincenzo De Crescenzo et N. Oliviero)   | Luciano Virgili - Claudio Terni                                |
| Si nasco n'ata vota      | (Perotti)                                | Mario Abbate - Grazia Gresi                                    |
| Pecchè se canta a Napule | (E. Galdieri et G. Fontana)              | Nunzio Gallo - Marisa Del Frate                                |
| Sincerità                | (M. Sessa et Salvatore Mazzocco)         | Marisa Del Frate - Luciano Virgili                             |
| 'O calippese napulitano  | (Nisa et Walter Malgoni)                 | Gloria Christian e Nick Pagano - Cristina Jorio e Duo Festival |
| 'O palluncino            | (L. Cioffi et G. Cioffi)                 | Nino Taranto - Gloria Christian e Antonio Basurto              |

## Orchestre
Dirigé par les maîtres Giuseppe Anepeta (it) et Carlo Esposito.